# Royal Wolverhampton School

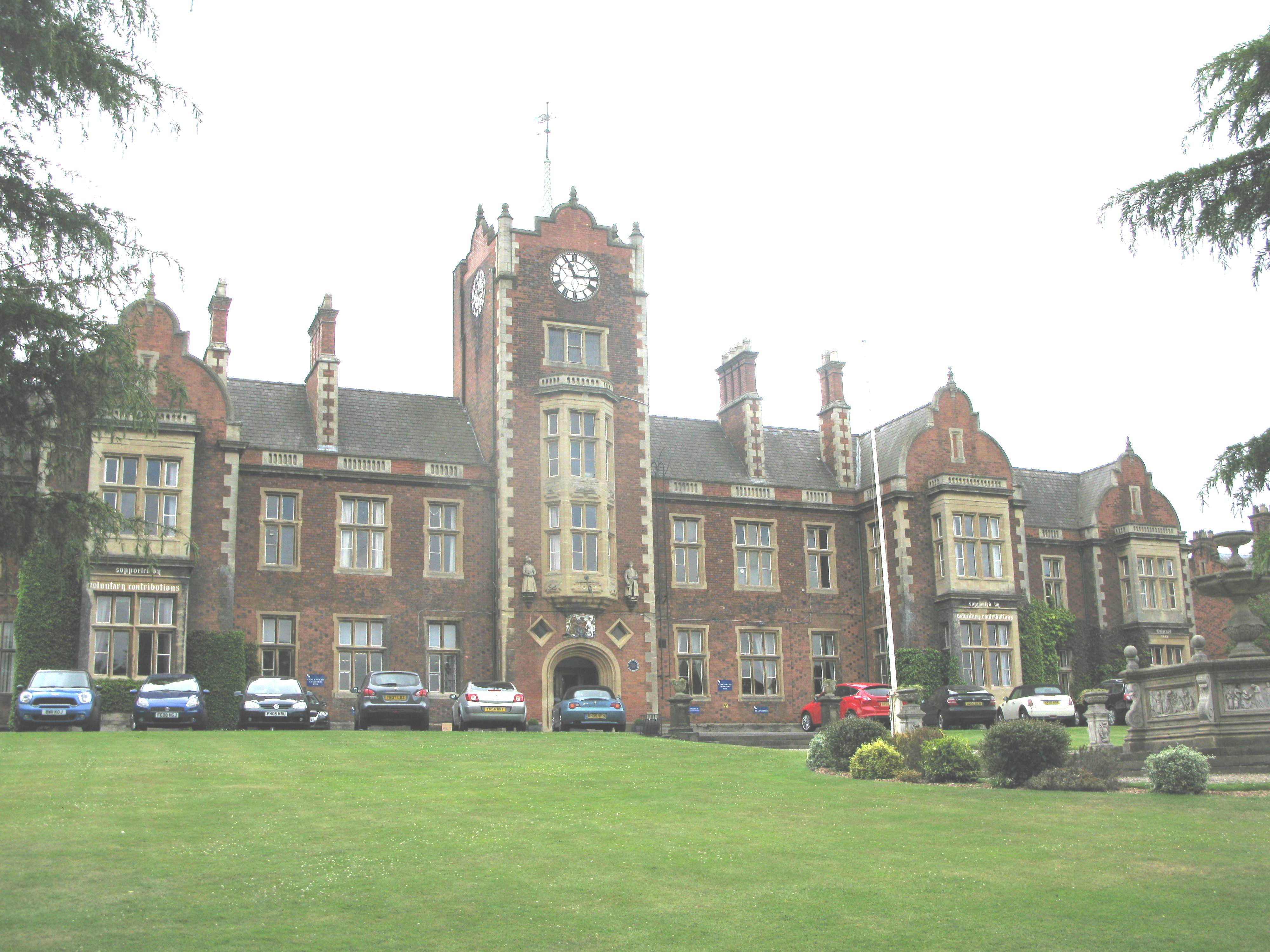
Royal Wolverhampton School.

El Royal Wolverhampton School es una escuela en Wolverhampton, Inglaterra. 

## Historia
La escuela fue originalmente un orfanato. El proyecto se inició en 1850 por John Lees, masón locales, después de una epidemia de cólera que dejó a muchos niños huérfanos. La escuela fue financiado totalmente por donaciones.
La escuela fue ejecuta como un orfanato hasta la década de 1970 cuando el estado de bienestar comenzó a hacerlo obsoleto. A continuación, comenzó a admitir a los estudiantes que pagaron los honorarios. En la actualidad constituyen alrededor del 90% de los estudiantes de la escuela.

## Patrón
El patrón de la escuela es Eduardo de Edimburgo. El patrón anterior de la escuela era Elizabeth Bowes-Lyon.

## Alumnos notables
- Eric Idle
- Gilbert Harding